# Kirkby Stephen
Kirkby Stephen − miasto i civil parish w Wielkiej Brytanii, w Anglii, w hrabstwie Kumbria, w dystrykcie (unitary authority) Westmorland and Furness, położone nad rzeką Eden. W 2011 roku civil parish liczyła 1822 mieszkańców.